# Eranno bicirrata
Eranno bicirrata är en ringmaskart som först beskrevs av Treadwell 1929.  Eranno bicirrata ingår i släktet Eranno och familjen Lumbrineridae. Inga underarter finns listade i Catalogue of Life.